# Tres Arbolitos
Tres Arbolitos är en ort i Mexiko.   Den ligger i kommunen La Trinitaria och delstaten Chiapas, i den sydöstra delen av landet, 900 km sydost om huvudstaden Mexico City. Tres Arbolitos ligger 784 meter över havet och antalet invånare är 101.
Terrängen runt Tres Arbolitos är kuperad västerut, men österut är den platt. Runt Tres Arbolitos är det ganska glesbefolkat, med 47 invånare per kvadratkilometer. Närmaste större samhälle är La Gloria, 4,3 km nordost om Tres Arbolitos. Omgivningarna runt Tres Arbolitos är en mosaik av jordbruksmark och naturlig växtlighet.